# Campionatul Mondial de Atletism din 2022 - Aruncarea greutății (feminin)

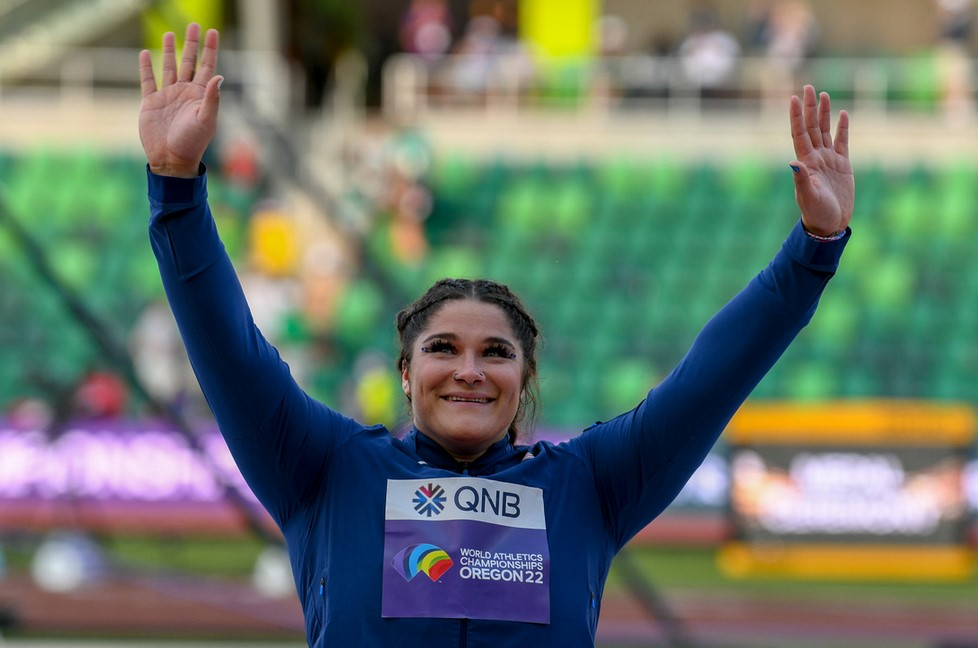
Chase Ealey a câștigat medalia de aur

Proba feminină de aruncare a greutății de la Campionatul Mondial de Atletism din 2022 a avut loc în perioada 15-16 iulie 2022 pe Hayward Field din Eugene, SUA.

## Standardul de calificare
Standardul de calificare a fost de 18,5 m.

## Program
Ora este ora SUA (UTC-7) 
| Data     | Oră   | Etapă      |
| -------- | ----- | ---------- |
| 15 iulie | 17:05 | Calificări |
| 16 iulie | 18:25 | Finala     |

## Rezultate

### Calificări
În finală s-au calificat toate sportivele care au aruncat greutatea la distanța de 18,9m (C) sau cele mai bune 12 performanțe (c).
| Loc | Grupă | Nume                | Țară                       | Rundă | Rundă | Rundă | Cea mai bună performanță | Note  |
| Loc | Grupă | Nume                | Țară                       | 1     | 2     | 3     | Cea mai bună performanță | Note  |
| --- | ----- | ------------------- | -------------------------- | ----- | ----- | ----- | ------------------------ | ----- |
| 1   | B     | Gong Lijiao         | China                      | 18,74 | 19,51 |       | 19,51                    | C, SB |
| 2   | B     | Sarah Mitton        | Canada                     | 18,16 | 19,38 |       | 19.38                    | C     |
| 3   | A     | Auriol Dongmo       | Portugalia                 | 19,38 |       |       | 19,38                    | C     |
| 4   | B     | Jessica Schilder    | Țările de Jos              | 19,16 |       |       | 19,16                    | C     |
| 5   | B     | Danniel Thomas-Dodd | Jamaica                    | 19,09 |       |       | 19,09                    | C     |
| 6   | A     | Song Jiayuan        | China                      | 18,33 | 19,08 |       | 19,08                    | C     |
| 7   | B     | Jessica Woodard     | Statele Unite ale Americii | 17,80 | 17,74 | 19,08 | 19,08                    | C     |
| 8   | A     | Maddison-Lee Wesche | Noua Zeelandă              | 18,64 | 18,60 | 18,96 | 18,96                    | C     |
| 9   | A     | Maggie Ewen         | Statele Unite ale Americii | 17,14 | 17,58 | 18,96 | 18,96                    | C     |
| 10  | B     | Chase Ealey         | Statele Unite ale Americii | 18,96 |       |       | 18,96                    | C     |
| 11  | A     | Fanny Roos          | Suedia                     | 18,53 | 18,72 | 18,41 | 18,72                    | c     |
| 12  | B     | Axelina Johansson   | Suedia                     | 17,47 | 18,57 | 18,50 | 18,57                    | c, PB |
| 13  | B     | Katharina Maisch    | Germania                   | 17,84 | x     | 18,57 | 18,57                    |       |
| 14  | A     | Adelaide Aquilla    | Statele Unite ale Americii | x     | 18,18 | 18,33 | 18,33                    |       |
| 15  | A     | Julia Ritter        | Germania                   | 18,22 | x     | x     | 18,22                    |       |
| 16  | A     | Jorinde van Klinken | Țările de Jos              | 18,02 | 18,19 | x     | 18,19                    |       |
| 17  | B     | Jessica Inchude     | Portugalia                 | 17,39 | 17,65 | 18,01 | 18,01                    |       |
| 18  | A     | Lloydricia Cameron  | Jamaica                    | 17,65 | x     | x     | 17,65                    |       |
| 19  | A     | Zhang Linru         | China                      | 16,73 | x     | 17,54 | 17,54                    |       |
| 20  | A     | Benthe König        | Țările de Jos              | 17,30 | 17,25 | 17,51 | 17,51                    |       |
| 21  | B     | María Belén Toimil  | Spania                     | x     | 16,75 | 17,48 | 17,48                    |       |
| 22  | A     | Amelia Strickler    | Marea Britanie             | 16,16 | 16,31 | 17,40 | 17,40                    |       |
| 23  | B     | Sophie McKinna      | Marea Britanie             | 17,21 | 16,77 | 17,13 | 17,21                    |       |
| 24  | A     | Dimitriana Bezede   | Republica Moldova          | x     | 16,99 | x     | 16,99                    |       |
| 25  | B     | Portious Warren     | Trinidad și Tobago         | x     | x     | 16,65 | 16,65                    |       |
| 26  | B     | Ana Caroline Silva  | Brazilia                   | x     | 16,58 | x     | 16,58                    |       |
| 27  | B     | Ivana Gallardo      | China                      | 15,64 | 16,20 | 15,36 | 16,20                    |       |
| 28  | A     | Livia Avancini      | Brazilia                   | 15,87 | 16,01 | 16,13 | 16,13                    |       |
| 29  | B     | Ischke Senekal      | Africa de Sud              | x     | x     | 15,40 | 15,40                    |       |

### Finala
| Loc | Nume                | Țară                       | Rundă | Rundă | Rundă | Rundă | Rundă | Rundă | Cea mai bună performanță | Note |
| Loc | Nume                | Țară                       | 1     | 2     | 3     | 4     | 5     | 6     | Cea mai bună performanță | Note |
| --- | ------------------- | -------------------------- | ----- | ----- | ----- | ----- | ----- | ----- | ------------------------ | ---- |
| 1   | Chase Ealey         | Statele Unite ale Americii | 20,49 | 19,82 | x     | 20,07 | 19,65 | x     | 20,49                    |      |
| 2   | Gong Lijiao         | China                      | 19,58 | 19,84 | 20,23 | 20,08 | 20,39 | 19,89 | 20,9                     | SB   |
| 3   | Jessica Schilder    | Țările de Jos              | x     | 19,77 | x     | 19,53 | 19,77 | x     | 19,77                    | RN   |
| 4   | Sarah Mitton        | Canada                     | 18,78 | 19,18 | 19,04 | x     | 19,06 | 19,77 | 19,77                    |      |
| 5   | Auriol Dongmo       | Portugalia                 | 19,44 | 19,62 | 19,38 | x     | 19,39 | 19,54 | 19,62                    |      |
| 6   | Song Jiayuan        | China                      | 19,21 | 19,06 | x     | 19,49 | 19,57 | x     | 19,57                    |      |
| 7   | Maddison-Lee Wesche | Noua Zeelandă              | 18,32 | 19,09 | 18,56 | 18,81 | 18,36 | 19,50 | 19,50                    | PB   |
| 8   | Jessica Woodard     | Statele Unite ale Americii | x     | x     | 18,67 | x     | 18,63 | x     | 18,67                    |      |
| 9   | Maggie Ewen         | Statele Unite ale Americii | 18,08 | 18,26 | 18,64 |       |       |       | 18,64                    |      |
| 10  | Danniel Thomas-Dodd | Jamaica                    | x     | 18,29 | x     |       |       |       | 18,29                    |      |
| 11  | Fanny Roos          | Suedia                     | 18,27 | 18,22 | x     |       |       |       | 18,27                    |      |
| 12  | Axelina Johansson   | Suedia                     | 17,21 | 17,60 | 17,25 |       |       |       | 17,60                    |      |